# Stade National El Hadj Hassan Gouled Aptidon
Das Stade National El Hadj Hassan Gouled Aptidon ist ein 1993 erbautes Mehrzweckstadion in der dschibutischen Hauptstadt Dschibuti. Es gibt einen  Kunstrasenplatz, eine Laufbahn sowie drei Sporthallen für Kampfsport und Tischtennis. Das Stadion bietet auf zwei Tribünen 10.000 Zuschauern Platz. Auf der Anlage werden die Spiele der Fußballnationalmannschaft, der ersten Fußballliga und des Fußballpokals des Landes sowie die nationalen Leichtathletikwettkämpfe ausgetragen.

## Geschichte
Das durch die Volksrepublik China errichtete Stadion wurde am 26. Juni 1993 durch den damaligen Staatspräsidenten Hassan Gouled Aptidon, nach dem es auch benannt ist, eröffnet. Das erste offizielle Länderspiel im Stadion fand am 7. April 2000 statt. Dabei traf Dschibuti in einem Qualifikationsspiel zur Fußball-Weltmeisterschaft 2002 auf die DR Kongo und erreichte ein 1:1.
2002 wurde Kunstrasen verlegt, 2007 erfolgte der Austausch des Belages. Die FIFA beteiligte sich über das „Projekt Goal“ an den Arbeiten. Nach dem Abschluss fand am 16. November 2007 mit der Begegnung gegen Somalia eine erste internationale Begegnung auf dem neuen Platz statt.
Jährlich wird in dem Stadion ein Halbmarathon ausgetragen.

## Verwaltung
Der Sportkomplex wird durch die öffentlich-rechtliche Anstalt „Stade El Hadj Hassan Gouled Aptidon“ verwaltet, die dem Ministerium für Jugend und Sport angegliedert ist.